# Sericesthis elderi
Sericesthis elderi är en skalbaggsart som beskrevs av Britton 1987. Sericesthis elderi ingår i släktet Sericesthis och familjen Melolonthidae. Inga underarter finns listade i Catalogue of Life.